# Pseudoyersinia pilipes
Pseudoyersinia pilipes — вид богомолів роду Pseudoyersinia. Дрібні богомоли з укороченими крилами та надкрилами, поширені на острові Гомера з архіпелагу Канарських островів.

## Опис
Дрібні богомоли, довжина тіла складає 2,5 см. Тіло сірувате. Фасеткові очі конічні, з горбиком на верхівці. Краї передньогрудей гладенькі у самців. Описані лише самці.

### Схожі види
Від близького виду Pseudoyersinia canariensis відрізняється наявністю горбика на оці та гладенькими краями передньоспинки самця. Окремі вчені вважають цей вид синонімом P. canariensis..

## Спосіб життя та ареал
Ендемічний вид острова Гомера. Зустрічається на висоті від 100 до 1100 м н. р. м. Популяція дуже невелика. Богомолів цього виду спостерігали в чагарниковій рослинності в східній частині острова Гомера. Активні з березня до серпня.
Pseudoyersinia pilipes внесено до Червоного списку МСОП як вид, про який бракує інформації. Екологія виду слабко вивчена